# GIGS 2006 GodSpeed
『GIGS 2006 GodSpeed』（ギグズ・ニセンロク・ゴッドスピード）は、奥井雅美のライブ映像作品である。
2006年10月7日にevolutionよりDVDが発売・販売された通販限定商品である。

## 概要
- 内容は、2006年3月13日に行われた奥井雅美 Spring tour 2006 God Speedの東京公演2日目の模様を収録したもの。
- 本作はevolutionのオフィシャルHPにてのみ購入可能な通販限定商品である。また奥井のライブツアーの物販でも販売されている。
- ゲストに栗林みな美を迎え、デュエットバージョンの「Get along」、「MASK」が演奏されている。
- 実際に演奏された曲のうち、フルコーラスで演奏された「輪舞-revolution」、「TRUST」、「SECOND IMPACT」がメドレー形式で収録されている。またアンコール時に阿部玲子・宮崎羽衣・近江知永が登場後、4人ボーカルのバージョンで演奏された「エガオヲミセテ」がカットされ、アンコールで最初に演奏された「空にかける橋～Unplugged Version～」がエンディングに配されている。

## 演奏会場
- Shibuya O-East （2006年3月13日）

## 収録内容
DISC-1
1. God Speed
2. SUBLIMINAL
3. ～Meddley～
  1. 輪舞-revolution
  2. TRUST
  3. SECOND IMPACT
4. IN THIS ARM
5. Timeliness
6. 蜜-mitsu-
7. Red
8. Last Sun
9. Gift
10. PRIDE

DISC-2
1. zero-G-
2. Get along
3. MASK
4. 燃えよ！Generation
5. Birth
6. Never die
7. Paradise Lost

　アンコール
1. そうだ、ぜったい。
2. Shuffle
3. エンディング 空にかける橋～Unplugged Version～

## 参加ミュージシャン
- ドラム：佐藤強一
- ベース：満園庄太郎
- ギター：MACARONI☆
- ギター：加納望
- キーボード：高藤大樹

- アディショナル・ギター：MONTA
- ゲストボーカル：栗林みな実

- ゲスト：阿部玲子、宮崎羽衣、近江知永